# Ptichodis agrapta
Ptichodis agrapta är en fjärilsart som beskrevs av George Francis Hampson 1913. Ptichodis agrapta ingår i släktet Ptichodis och familjen nattflyn. Inga underarter finns listade.